# Aderpas griseus
Aderpas griseus är en skalbaggsart som först beskrevs av Thomson 1858.  Aderpas griseus ingår i släktet Aderpas och familjen långhorningar.
Artens utbredningsområde är:
- Gabon.
- Ghana.
- Kenya.
- Sierra Leone.
- Zimbabwe.

Inga underarter finns listade i Catalogue of Life.